# Emmanuel Agyemang-Badu
Emmanuel Agyemang-Badu (vagy ismertebb nevén Badu) (Berekum, 1990. december 2. –) ghánai válogatott labdarúgó.

## Család
Testvére, Nana Agyemang-Badu szintén labdarúgó, jelenleg az Asante Kotoko játékosa.

## Sikerei, díjai
- Ghána U20
  - U20-as labdarúgó-világbajnokság: 2009

## Külső hivatkozások
- Emmanuel Agyemang-Badu adatlapja a National-Football-Teams.com oldalon (angolul)

- Emmanuel Agyemang-Badu – a FIFA adatbázisában
- Emmanuel Agyemang-Badu Transfermarkt
- Emmanuel Agyemang-Badu adatlapja a Soccerway oldalon (angolul)